# Rutland Island and Sound SAC
Rutland Island and Sound SAC este o arie protejată (arie specială de conservare — SAC, sit de importanță comunitară — SCI) din Irlanda întinsă pe o suprafață de 3.853,56 ha, integral pe uscat.

## Localizare
Centrul sitului Rutland Island and Sound SAC este situat la coordonatele 54°57′52″N 8°27′33″W / 54.96444°N 8.459244°V.

## Înființare
Situl Rutland Island and Sound SAC a fost declarat sit de importanță comunitară în septembrie 2001 pentru a proteja 1 specie de animale. Situl a fost protejat și ca arie specială de conservare în septembrie 2021.

## Biodiversitate
Situată în ecoregiunea atlantică, aria protejată conține 8 habitate naturale: Lagune de coastă, Golfuri mici largi și golfuri puțin adânci, Recifuri, Vegetație anuală la limita mareei, Dune mobile cu vegetație embrionară, Dune mobile de-a lungul țărmului cu Ammophila arenaria („dune albe”), Dune de coastă fixe cu vegetație erbacee („dune gri”), Depresiuni intradunale umede.
La baza desemnării sitului se află o specie protejată de  mamifere: focă obișnuită (Phoca vitulina).
Pe lângă speciile protejate, pe teritoriul sitului au mai fost identificate 3 specii de plante, 7 specii de nevertebrate.